# 戈尔哈布尔土邦
戈尔哈布尔土邦（Kolhapur State）是印度历史上的一个土邦，统治今日马哈拉施特拉邦一带。首都戈尔哈布尔。
戈尔哈布尔土邦由马拉塔人建立，与巴罗达、瓜廖尔、印多尔同为马拉塔的四大土邦。戈尔哈布尔由邦斯勒家族世袭统治，其统治者最初持有“拉贾”头衔，1900年起改为“玛哈拉贾”。
1947年印巴分治后，戈尔哈布尔的末代大君Shahaji II决定加入印度。戈尔哈布尔被并入印度后，Shahaji II退位，但仍保留其“玛哈拉贾”的头衔。